# Nazionale femminile di calcio della Finlandia
La nazionale femminile di calcio della Finlandia (in finlandese Suomen naisten jalkapallomaajoukkue, in svedese Finlands damlandslag i fotboll) è la rappresentativa calcistica femminile internazionale della Finlandia, gestita dalla locale federazione calcistica (SPL/FBF).
In base alla classifica emessa dalla FIFA il 12 giugno 2025, la nazionale femminile occupa il 26º posto del FIFA/Coca-Cola Women's World Ranking.
Come membro dell'UEFA, partecipa a vari tornei di calcio internazionali, come al campionato mondiale FIFA, campionato europeo UEFA, ai Giochi olimpici estivi e ai tornei a invito come l'Algarve Cup o la Cyprus Cup.

## Storia

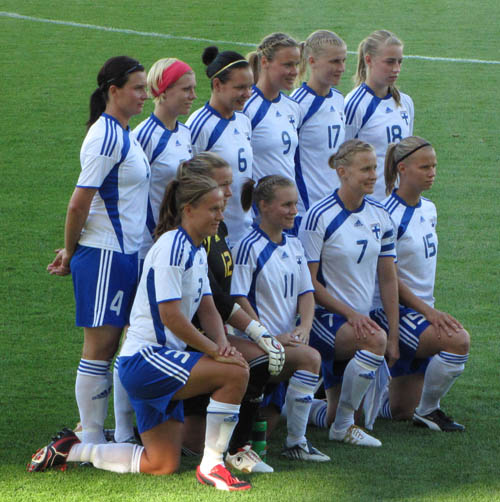
Formazione della Finlandia nell'amichevole contro l'Irlanda del Nord il 10 agosto 2009.

Una squadra nazionale femminile venne allestita dalla federazione finlandese all'inizio degli anni settanta. La prima partita ufficiale venne disputata il 25 agosto 1973 a Mariehamn contro la Svezia e terminò a reti inviolate. E sempre contro la Svezia arrivò il 12 luglio 1976 la prima vittoria, un 2-1 a Kallhäll, nella contea di Stoccolma. Dal 1974 al 1982 si disputò annualmente il campionato nordico femminile di calcio e la Finlandia prese parte a tutte le edizioni, giocando contro Svezia, Danimarca e Norvegia, e ottenendo il suo miglior risultato, un secondo posto, nel 1981. Nel 1979 prese parte alla Coppa Europa per Nazioni, organizzata in Italia: affrontò Inghilterra e Svizzera, perdendo contro la prima e pareggiando contro la seconda.
Nel 1982 iniziarono le qualificazioni al campionato europeo 1984 e la prima partita ad essere disputata fu tra la Finlandia e la Svezia il 18 agosto a Vammala, vinta dalle svedesi per 6-0. La Finlandia vinse solo le due partite contro l'Islanda e perse le altre contro Norvegia e Svezia, concludendo al terzo posto il girone di qualificazione. Negli anni successivi la nazionale venne sempre eliminata nei gironi di qualificazione, mentre nelle qualificazioni al campionato europeo 1997 raggiunse i play-off, venendo sconfitta dalla Francia. Per le qualificazioni al campionato mondiale 1999 l'UEFA istituì una fase a gironi dedicata e la Finlandia guadagnò l'accesso ai play-off riservati alle seconde classificate, venendo però sconfitta sia all'andata sia al ritorno dalla Russia. I play-off vennero raggiunti anche nelle qualificazioni al campionato europeo 2001, ma fu la Svezia a eliminare le finlandesi.
Nelle qualificazioni al campionato europeo 2005 la Finlandia concluse al terzo posto il proprio girone alle spalle di Svezia e Italia, accedendo ai play-off, dove sconfisse la Russia nel doppio confronto, guadagnando per la prima volta l'accesso alla fase finale del campionato continentale. La fase finale venne giocata in Inghilterra nel giugno 2005 e la Finlandia venne sorteggiata nel girone A, assieme alle padrone di casa, alla Svezia e alla Danimarca. Le finlandesi persero 3-2 la partita d'esordio contro le padrone di casa, ma il successivo pareggio contro le svedesi e la vittoria contro le danesi le portarono al secondo posto in classifica, che dava accesso alle semifinali. Il cammino della Finlandia, grande sorpresa del torneo, si concluse in semifinale con la sconfitta per 4-1 contro la Germania, successiva vincitrice del torneo.
L'edizione 2009 del campionato europeo venne organizzata in Finlandia e la nazionale venne ammessa di diritto. Inserita nel girone A, concluse al primo posto grazie alle vittorie su Danimarca e Paesi Bassi, seguite dalla sconfitta contro l'Ucraina. Nei quarti di finale la Finlandia venne sconfitta per 3-2 dall'Inghilterra, venendo così eliminata dall'europeo casalingo. Alla fine dell'anno 2009, con la vittoria per 7-0 sull'Armenia, valida per le qualificazioni al campionato mondiale 2011, Michael Käld lasciò la guida tecnica della nazionale dopo 8 anni e 107 gare. La vittoria del girone di qualificazione consentì alla Finlandia di tornare al campionato europeo nell'edizione 2013. Diversamente dalle due edizioni precedenti, nel torneo giocato in Svezia arrivò l'eliminazione già nella fase a gironi a seguito dei due pareggi contro Italia e Danimarca, ma soprattutto dopo la sconfitta per 0-5 contro la Svezia.
Dopo aver mancato la qualificazione al campionato europeo 2017 per i peggiori scontri diretti contro il Portogallo, le finlandesi riconquistarono l'accesso alla fase finale nell'edizione seguente. Fu una vittoria per 1-0 proprio contro il Portogallo, conquistata il 19 febbraio 2021 nei minuti di recupero grazie a una rete di Linda Sällström, ad assicurare il primo posto in classifica e la qualificazione diretta al campionato europeo 2022. Inserita nel girone B assieme a Spagna, Danimarca e Germania, la Finlandia ha perso tutte e tre le partite disputate, venendo così eliminata al termine della fase a gironi.

## Partecipazione ai tornei internazionali
Legenda: Grassetto: Risultato migliore, Corsivo: Mancate partecipazioni

## Selezionatori

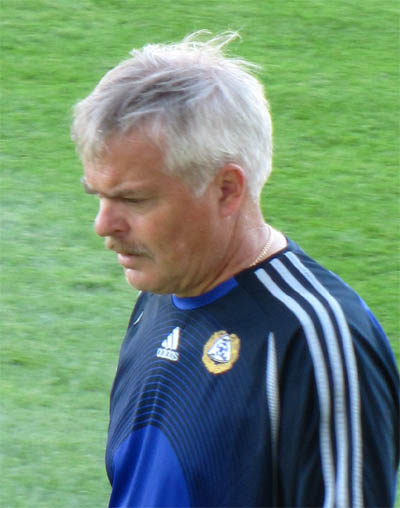
Michael Käld, selezionatore della nazionale tra il 2001 e il 2009.

Dati aggiornati al 3 giugno 2025.
| Nome             | Periodo   | Partite | Vittorie | Pareggi | Sconfitte | % vittorie |
| ---------------- | --------- | ------- | -------- | ------- | --------- | ---------- |
| Juhani Nirkkonen | 1973-1977 | 12      | 1        | 1       | 10        | 8,33%      |
| Simo Syrjävaara  | 1978      | 3       | 1        | 1       | 1         | 33,33%     |
| Kaj Österberg    | 1979-1989 | 44      | 13       | 12      | 19        | 29,55%     |
| Jyrki Nieminen   | 1989-1992 | 24      | 3        | 4       | 17        | 12,50%     |
| Nils Suomalainen | 1993-1996 | 24      | 4        | 5       | 15        | 16,67%     |
| Reima Kokko      | 1996-2000 | 46      | 11       | 3       | 32        | 23,91%     |
| Michael Käld     | 2001-2009 | 107     | 35       | 22      | 50        | 32,71%     |
| Andrée Jeglertz  | 2010-2016 | 76      | 27       | 13      | 36        | 35,53%     |
| Marko Saloranta  | 2017      | 6       | 2        | 0       | 4         | 33,33%     |
| Anna Signeul     | 2017-2022 | 47      | 19       | 11      | 17        | 40,43%     |
| Marko Saloranta  | 2022-     | 35      | 20       | 8       | 7         | 57,14%     |

## Tutte le rose

### Europei femminili
Campionato d'Europa UEFA 20051 Kunnas, 2 Vaelma, 3 Julin, 4 Valkonen, 5 Salmén, 6 Sarapää, 7 Mäkinen, 8 Mustonen, 9 Kalmari, 10 Rantanen, 11 Kackur, 12 Junkkari, 13 Thorn, 14 Ahonen, 15 Malaska, 16 Uusi-Luomalahti, 17 Lindqvist, 18 Talonen, 19 Lindström, 20 Matikainen, CT: Käld
Campionato d'Europa UEFA 20091 Meriluoto, 2 Vaelma, 3 Julin, 4 Valkonen, 5 Niemi, 6 Salmén, 7 Mäkinen, 8 Nokso-Koivisto, 9 Kalmari, 10 Rantanen, 11 Lehtinen, 12 Häkkinen, 13 Hyyrynen, 14 Korpela, 15 Malaska, 16 Westerlund, 17 Hirvonen, 18 Sällström, 19 Sainio, 20 Sjölund, 21 Talonen, 22 Saari, CT: Käld
Campionato d'Europa UEFA 20131 Meriluoto, 2 Liljedahl, 3 Hyyrynen, 4 Lehtinen, 5 Saario, 6 Kivistö, 7 Kukkonen, 8 Nokso-Koivisto, 9 Tolvanen, 10 Alanen, 11 Heroum, 12 Välimaa, 13 Kivelä, 14 Talonen, 15 Puranen, 16 Westerlund, 17 Lyytikäinen, 18 Kuikka, 19 Malinen, 20 Sjölund, 21 Vanhanen, 22 Leppikangas, 23 Korpela, CT: Jeglertz
Campionato d'Europa UEFA 20221 Talaslahti, 2 Pikkujämsä, 3 Hyyrynen, 4 Öling, 5 Koivisto, 6 Auvinen, 7 Engman, 8 Ahtinen, 9 Kemppi, 10 Alanen, 11 Heroum, 12 Tamminen, 13 Danielsson, 14 Kollanen, 15 Kuikka, 16 Westerlund, 17 Franssi, 18 Sällström, 19 Sainio, 20 Summanen, 21 Rantanen, 22 Rantala, 23 Korpela, CT: Signeul
Campionato d'Europa UEFA 20251 Koivunen, 2 V. Koivisto, 3 Nyström, 4 Öling, 5 E. Koivisto, 6 Tynnilä, 7 Hartikainen, 8 Ahtinen, 9 Kosola, 10 E. Siren, 11 Heroum, 12 Tamminen, 13 O. Siren, 14 Kollanen, 15 Kuikka, 16 Lehtola, 17 Franssi, 18 Sällström, 19 Roth, 20 Summanen, 21 Sevenius, 22 Rantala, 23 Korpela, CT: Saloranta

## Rosa
Lista delle 23 giocatrici convocate dal selezionatore Marko Saloranta per il campionato europeo 2025. Presenze e reti aggiornate al momento della convocazione. Il 1º luglio 2025 Adelina Engman ha rinunciato per infortunio ed il suo posto è stato preso da Anni Hartikainen.
| N. | Pos. | Giocatore            | Data nascita (età)          | Pres. | Reti | Squadra          |
| -- | ---- | -------------------- | --------------------------- | ----- | ---- | ---------------- |
| 1  | P    | Anna Koivunen        | 6 novembre 2001 (23 anni)   | 4     | 0    | Djurgården       |
| 2  | C    | Vilma Koivisto       | 21 novembre 2002 (22 anni)  | 9     | 1    | Linköping        |
| 3  | D    | Eva Nyström          | 29 novembre 1999 (25 anni)  | 28    | 2    | West Ham         |
| 4  | C    | Ria Öling            | 15 settembre 1994 (30 anni) | 93    | 11   | Crystal Palace   |
| 5  | D    | Emma Koivisto        | 25 settembre 1994 (30 anni) | 109   | 7    | Milan            |
| 6  | D    | Joanna Tynnilä       | 1º settembre 2001 (23 anni) | 21    | 0    | Brann            |
| 7  | D    | Anni Hartikainen     | 19 agosto 2003 (21 anni)    | 12    | 1    | Rosengård        |
| 8  | C    | Olga Ahtinen         | 15 agosto 1997 (27 anni)    | 75    | 4    | Tottenham        |
| 9  | C    | Katariina Kosola     | 24 febbraio 2001 (24 anni)  | 21    | 3    | Malmö FF         |
| 10 | D    | Emmi Siren           | 23 febbraio 2001 (24 anni)  | 7     | 0    | Nordsjælland     |
| 11 | D    | Nora Heroum          | 20 luglio 1997 (27 anni)    | 93    | 2    | Sampdoria        |
| 12 | P    | Anna Tamminen        | 30 ottobre 1994 (30 anni)   | 16    | 0    | Hammarby         |
| 13 | C    | Oona Siren           | 23 febbraio 2001 (24 anni)  | 23    | 0    | West Ham         |
| 14 | A    | Heidi Kollanen       | 6 giugno 1997 (28 anni)     | 40    | 3    | Vittsjö GIK      |
| 15 | D    | Natalia Kuikka       | 1º dicembre 1995 (29 anni)  | 98    | 4    | Chicago Stars    |
| 16 | D    | Nea Lehtola          | 24 ottobre 1998 (26 anni)   | 13    | 3    | Brann            |
| 17 | A    | Sanni Franssi        | 19 marzo 1995 (30 anni)     | 90    | 7    | Real Sociedad    |
| 18 | A    | Linda Sällström      | 13 luglio 1988 (36 anni)    | 151   | 64   | Vittsjö GIK      |
| 19 | D    | Maaria Roth          | 13 giugno 1997 (28 anni)    | 2     | 0    | HJK              |
| 20 | C    | Eveliina Summanen    | 29 maggio 1998 (27 anni)    | 75    | 14   | Tottenham        |
| 21 | A    | Oona Sevenius        | 28 aprile 2004 (21 anni)    | 26    | 5    | Rosengård        |
| 22 | A    | Jutta Rantala        | 10 novembre 1999 (25 anni)  | 31    | 10   | Leicester City   |
| 23 | P    | Tinja-Riikka Korpela | 5 maggio 1986 (39 anni)     | 128   | 0    | Servette Chênois |